# Muzeu esperanto
Un muzeu esperanto este un muzeu care prezintă materiale despre esperanto, mișcarea esperanto și cultura esperanto . Este deseori legat de o bibliotecă esperanto. 
Muzeele esperanto nu numai că strâng diverse obiecte și materiale (cum ar fi cărți și arhive), dar le și prezintă  permanent sau pentru o anumită perioadă, în funcție de diverse proiecte și programe. 
Distincția dintre muzeu, bibliotecă și arhivă nu este întotdeauna ușoară. Adesea este o combinație diversă a acestora. 

## Lista muzeelor esperanto
Iată câteva muzee esperanto celebre: 
- Austria: Planlingvoj Esperantomuzeo kaj Kolekto por Planlingvoj [1] (Muzeul esperanto și Colecția de limbi) din Viena

Cea mai completă colecție de esperanto și interlinguistică din lume se găsește în Biblioteca Națională a Austriei. 
- Cehia: Colecția esperanto a Muzeului Municipal din Česká Třebová

Biblioteca literaturii în limba esperanto. 
- Cehia: Muzeul Esperanto din Svitavy

Expoziție despre mișcarea și biblioteca esperanto. 
- China: Muzeul Internațional Esperanto din Zaozhuang

Expoziție de obiecte de cultura esperanto într-o zonă de 5000 m². 
- Franța: Muzeul Național Esperanto din Grey

Arhive publice, ateliere și o expoziție constantă despre esperanto. 
- Spania: Muzeul de esperanto  de Subirats din Sant Pau d'Ordal

Inaugurat în 1968, are un stoc impresionant de 8400 de cărți, 12315 de colecții și 2485 de periodice (conform statisticilor din 1993). 
- Polonia: Centrul Zamenhof din Białystok

Inaugurat în anul 2009. 
- Internet: site-ul web al UEA pe site-ul Asociației Universale Esperanto.

Conține multe materiale din Biblioteca Hector Hodler, cea mai mare bibliotecă esperanto.